# Szarowipteryks

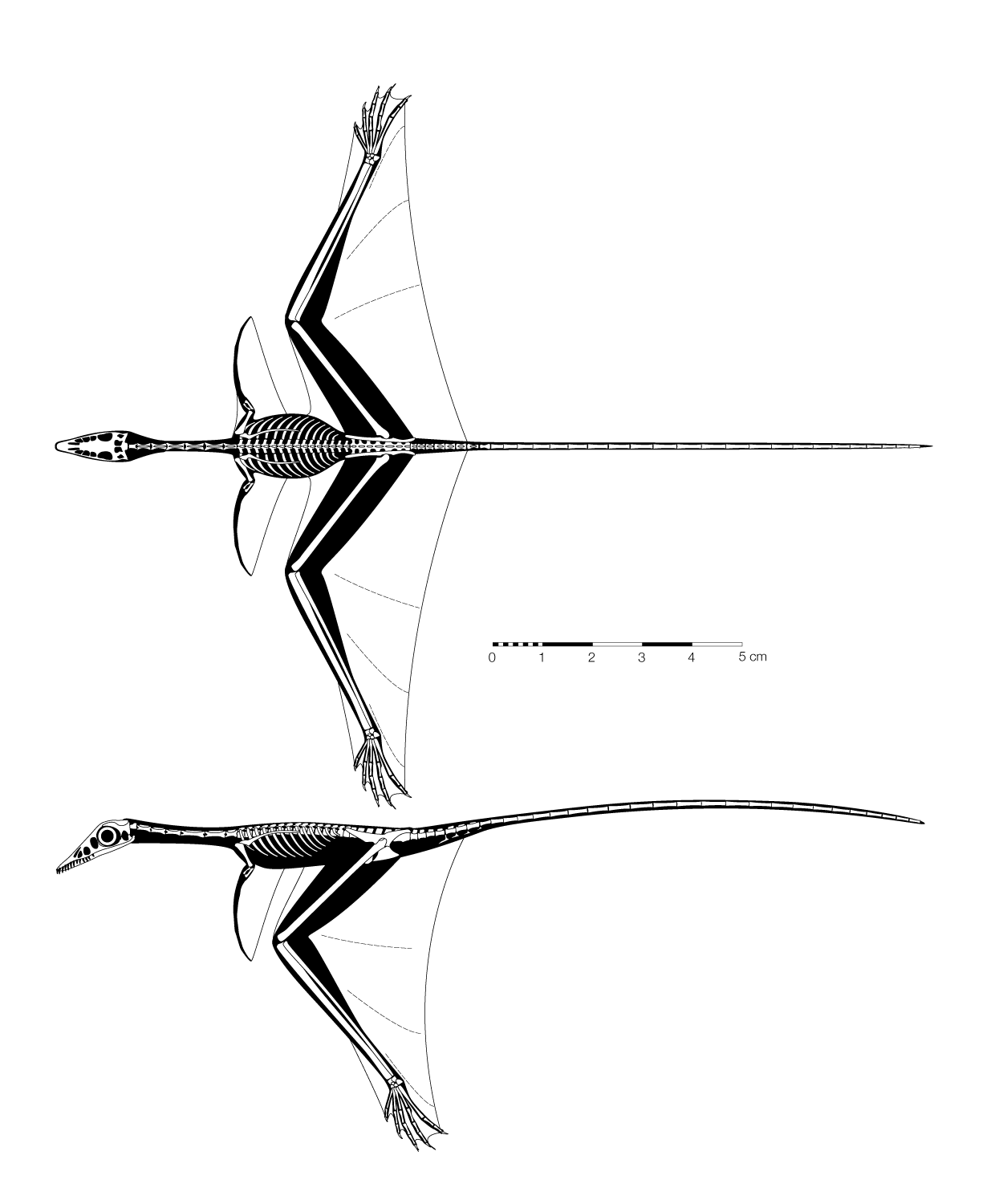
Sharovipteryx mirabilis

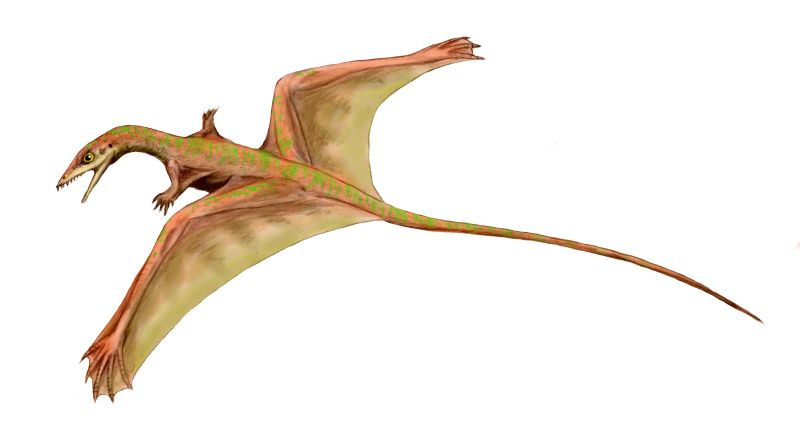
Rekonstrukcja

Szarowipteryks (Sharovipteryx) – rodzaj wczesnotriasowego (251-245 mln lat temu) gada, jednego z pierwszych gadów szybujących. Miał około 20 cm, z długim ogonem i ważył około 7,5 gramów. Mógł być krewnym lub przodkiem pterozaurów, chociaż ta teoria jest kontrowersyjna. Inaczej niż u pterozaurów, główna błona była rozpięta między tylnymi a nie przednimi nogami.
Początkowo nosił nazwę Podopteryx, która była jednak zajęta przez rodzaj ważek.